# Citrus × tangelo
Citrus × tangelo J.W.Ingram & H.E.Moore, 1975 è un agrume della famiglia delle Rutacee,  ibrido tra mandarino e pompelmo.

## Varietà

### Mapo
È l'incrocio fra il mandarino cultivar Avana e il pompelmo cultivar Duncan. Fu ottenuto nel 1950 nel Centro di ricerca per l'agrumicoltura e le colture mediterranee (ACM) di Acireale e rilasciato per la coltivazione nel 1972.. La sua forma è uguale a quella del pompelmo, ma leggermente più piccola. È caratterizzato da un gusto gradevolmente aspro con qualche nota di mandarino; la polpa è di colore giallo-arancione uniforme, la sottile buccia esterna è di colore verde acceso che vira al giallo dopo la maturazione, mentre l'albero è di struttura medio-forte con portamento globoso esteso con rami che tendono a piegarsi verso il basso e spine presenti solo nei rami più robusti. Il primo a sperimentare l'incrocio, in Italia, fu negli anni '70 l'agronomo siciliano Francesco Russo.
Da questo frutto si produce il liquore Mapo Mapo prodotto dalla Campari Group.

### Minneola
È l'incrocio fra il mandarino tangerino (Citrus × tangerina) cultivar Dancy ed il pompelmo cultivar Duncan, fu diffuso nel 1931 negli USA.

### Ugli
Originario della Giamaica, da dove fu esportato nel 1930 (diffuso in Francia).